# Championnat de Belgique de football 1970-1971
Navigation
Saison précédente Saison suivante
Le championnat de Belgique de football 1970-1971 est la 68e saison du championnat de première division belge.

## Clubs participants
Seize clubs prennent part à ce championnat, soit le même nombre que lors de l'édition précédente. Ceux dont le matricule est indiqué en gras existent toujours aujourd'hui.
| #  | Nom                                                  | Mat. | Ville                | Stades                       | Entraîneur                | En D1 depuis (série) | Total en D1 | Saison précédente |
| -- | ---------------------------------------------------- | ---- | -------------------- | ---------------------------- | ------------------------- | -------------------- | ----------- | ----------------- |
| 1  | Royal Sporting Club Anderlechtois                    | 35   | Anderlecht           | Stade Émile Versé            | Pierre Sinibaldi          | 1935-1936 (34e)      | 40e         | 4e                |
| 2  | Royal Antwerp Football Club                          | 1    | Deurne               | Bosuilstadion                | Louis Cautreels           | 1970-1971 (1re)      | 65e         | Division 2 : 2e   |
| 3  | Koninklijke Beerschot Voetbal en Atletiek Vereniging | 13   | Anvers               | Kiel                         | András Béres              | 1907-1908 (56e)      | 62e         | 6e                |
| 4  | Sportkring Beveren-Waas                              | 2300 | Beveren              | Freethielstadion             | Ward Volckaert            | 1967-1968 (4e)       | 4e          | 5e                |
| 5  | Royal Football Club Brugeois                         | 3    | Bruges               | De Klokke                    | Frans de Munck            | 1959-1960 (12e)      | 49e         | 2e                |
| 6  | Royal Charleroi Sporting Club                        | 22   | Charleroi            | Stade du Mambourg            | ?                         | 1966-1967 (5e)       | 15e         | 9e                |
| 7  | Koninklijke Football Club Diest                      | 41   | Diest                | De Warande                   | ?                         | 1970-1971 (1re)      | 5e          | Division 2 : 1er  |
| 8  | Association Royale Athlérique La Gantoise            | 7    | Gand                 | Stade Jules Otten            | Jules Vandooren           | 1968-1969 (3e)       | 42e         | 3e                |
| 9  | Royal Football Club Liégeois                         | 4    | Rocourt              | Stade Vélodrome Oscar Flesch | Michel Pavic              | 1945-1946 (26e)      | 42e         | 11e               |
| 10 | Royal Standard Club Liège                            | 16   | Sclessin             | Stade de Sclessin            | René Hauss                | 1921-1922 (47e)      | 52e         | 1er               |
| 11 | Koninklijke Lierse Sportkring                        | 30   | Lierre               | Herman Vanderpoortenstadion  | Keith Spurgeon            | 1953-1954 (18e)      | 36e         | 7e                |
| 12 | Royal Racing White                                   | 47   | Woluwe-Saint-Lambert | Stade Fallon                 | Félix Week                | 1965-1966 (6e)       | 17e         | 8e                |
| 13 | Union Saint-Gilloise Société Royale                  | 10   | Saint-Gilles         | Stade Joseph Marien          | Guy Thys                  | 1967-1968 (3e)       | 56e         | 14e               |
| 14 | Koninklijke Sint-Truidense Voetbalverening           | 373  | Saint-Trond          | Stayenveld                   | Jean Claes                | 1957-1958 (14e)      | 14e         | 12e               |
| 15 | Royal Crossing Club Schaerbeek                       | 55   | Schaerbeek           | Stade du Parc Josaphat       | ?                         | 1967-1968 (2e)       | 2e          | 13e               |
| 16 | Koninklijke Sportvereniging Waregem                  | 4451 | Waregem              | Regenboogstadion             | Frédéric Chaves d'Aguilar | 1966-1967 (5e)       | 5e          | 10e               |

### Localisation des clubs
| Beerschot VAV Antwerp FC Lierse SK SK Beveren La Gantoise FC Brugeois SV Waregem Bruxelles FC Diest Sint-Truidense VV FC Liégeois Standard CL Charleroi SC |

#### Localisation des clubs bruxellois
Les 4 cercles bruxellois sont :
(6) R. SC Anderlecht
(7) Union Saint-Gilloise SR
(12) R. Crossing Schaerbeek
(15) R. Racing White

## Résultats

### Résultats des rencontres
Avec seize clubs engagés, 240 matches sont au programme de la saison.
| Résultats (▼dom., ►ext.)                                   | AND | ANT | BEE | BEV | BRU | CHA | CRO | DIE | GAN | FCL | LIE | RRW | STA | STT | USG | WAR |
| R. SC Anderlechtois                                        |     | 2-1 | 4-0 | 1-0 | 1-3 | 3-0 | 2-1 | 1-0 | 4-0 | 5-1 | 3-1 | 0-0 | 0-1 | 2-2 | 0-1 | 3-1 |
| R. Antwerp FC                                              | 1-3 |     | 1-2 | 0-2 | 0-2 | 1-2 | 1-0 | 1-0 | 2-2 | 1-0 | 2-1 | 2-0 | 5-0 | 3-2 | 1-1 | 1-0 |
| K. Beerschot VAV                                           | 0-0 | 1-0 |     | 0-0 | 2-0 | 2-0 | 0-0 | 1-1 | 2-1 | 0-1 | 0-3 | 3-0 | 0-2 | 3-1 | 1-0 | 5-0 |
| SK Beveren-Waas                                            | 2-1 | 3-2 | 0-0 |     | 0-2 | 1-0 | 1-1 | 0-0 | 4-0 | 0-0 | 2-0 | 1-3 | 1-1 | 4-3 | 0-0 | 0-2 |
| R. FC Brugeois                                             | 4-0 | 2-0 | 3-1 | 3-1 |     | 4-0 | 4-1 | 1-1 | 2-0 | 3-0 | 2-3 | 4-0 | 2-3 | 4-1 | 2-0 | 4-2 |
| R. Charleroi SC                                            | 0-3 | 6-0 | 3-3 | 3-2 | 0-2 |     | 2-3 | 0-0 | 5-0 | 1-1 | 1-3 | 1-4 | 1-1 | 2-0 | 2-1 | 1-0 |
| R. Crossing Schaerbeek                                     | 2-0 | 3-1 | 3-1 | 0-3 | 1-4 | 2-0 |     | 3-1 | 2-1 | 0-0 | 0-1 | 0-1 | 0-1 | 0-2 | 3-0 | 0-0 |
| K. FC Diest                                                | 0-1 | 0-0 | 1-1 | 0-1 | 1-4 | 3-2 | 1-1 |     | 0-2 | 3-0 | 2-1 | 1-1 | 0-1 | 1-0 | 3-1 | 2-0 |
| ARA La Gantoise                                            | 0-3 | 4-0 | 0-3 | 0-2 | 1-2 | 1-1 | 1-0 | 0-4 |     | 1-1 | 1-0 | 0-0 | 0-1 | 2-2 | 4-8 | 0-3 |
| R. FC Liégeois                                             | 2-2 | 1-1 | 0-0 | 3-0 | 1-1 | 0-0 | 0-1 | 1-0 | 0-0 |     | 2-0 | 0-1 | 0-3 | 1-0 | 0-0 | 1-0 |
| K. Lierse SK                                               | 0-1 | 1-2 | 0-1 | 2-0 | 4-1 | 2-3 | 1-0 | 2-0 | 2-0 | 2-0 |     | 2-0 | 2-1 | 4-2 | 1-0 | 2-0 |
| R. Racing White                                            | 1-2 | 1-1 | 0-1 | 1-0 | 1-1 | 6-0 | 2-0 | 1-0 | 3-1 | 1-0 | 0-2 |     | 1-1 | 1-0 | 1-1 | 1-1 |
| R. Standard CL                                             | 1-3 | 6-0 | 3-1 | 1-1 | 4-0 | 2-0 | 4-1 | 4-0 | 3-0 | 3-1 | 3-0 | 1-0 |     | 2-1 | 6-0 | 2-1 |
| K. Sint-Truidense VV                                       | 1-1 | 1-0 | 1-0 | 1-0 | 1-2 | 1-0 | 2-0 | 1-1 | 1-0 | 0-0 | 0-0 | 2-1 | 2-0 |     | 2-1 | 2-1 |
| Union Saint-Gilloise SR                                    | 1-2 | 0-0 | 3-1 | 3-0 | 1-2 | 3-1 | 4-0 | 4-2 | 3-1 | 0-0 | 0-3 | 0-2 | 0-4 | 2-1 |     | 2-2 |
| K. SV Waregem                                              | 1-0 | 2-0 | 1-1 | 0-2 | 1-1 | 0-0 | 1-1 | 1-1 | 2-0 | 4-0 | 2-0 | 1-1 | 1-1 | 1-1 | 2-0 |     |
| - Victoire à domicile - Match nul - Victoire à l'extérieur |     |     |     |     |     |     |     |     |     |     |     |     |     |     |     |     |

Antwerp-Standard : 5-0 par forfait, voir Admission et relégation ci-dessous.

### Classement final
| Rang | Équipe                  | Pts | J  | G  | N  | P  | Bp | Bc | Diff |
| ---- | ----------------------- | --- | -- | -- | -- | -- | -- | -- | ---- |
| 1    | R. STANDARD CL T        | 47  | 30 | 21 | 5  | 4  | 66 | 24 | +42  |
| 2    | R. FC Brugeois          | 46  | 30 | 21 | 4  | 5  | 71 | 32 | +39  |
| 3    | R. SC Anderlechtois     | 41  | 30 | 18 | 5  | 7  | 53 | 28 | +25  |
| 4    | K. Lierse SK            | 35  | 30 | 17 | 1  | 12 | 45 | 31 | +14  |
| 5    | R. Racing White         | 33  | 30 | 12 | 9  | 9  | 35 | 29 | +6   |
| 6    | K. Beerschot VAV C      | 33  | 30 | 12 | 9  | 9  | 36 | 32 | +4   |
| 7    | SK Beveren-Waas         | 30  | 30 | 11 | 8  | 11 | 33 | 33 | 0    |
| 8    | K. Sint-Truidense VV    | 29  | 30 | 11 | 7  | 12 | 36 | 39 | -3   |
| 9    | K. SV Waregem           | 27  | 30 | 8  | 11 | 11 | 33 | 35 | -2   |
| 10   | Union Saint-Gilloise SR | 25  | 30 | 9  | 7  | 14 | 40 | 49 | -9   |
| 11   | R. FC Liégeois          | 25  | 30 | 6  | 13 | 11 | 17 | 33 | -16  |
| 12   | R. Crossing Schaerbeek  | 24  | 30 | 9  | 6  | 15 | 29 | 42 | -13  |
| 13   | R.Antwerp FC            | 24  | 30 | 9  | 6  | 15 | 30 | 50 | -20  |
| 14   | K. FC Diest             | 24  | 30 | 7  | 10 | 13 | 29 | 37 | -8   |
| 15   | R. Charleroi SC         | 23  | 30 | 8  | 7  | 15 | 37 | 54 | -17  |
| 16   | ARA La Gantoise         | 14  | 30 | 4  | 6  | 20 | 23 | 65 | -42  |

Légende
- Champion de Belgique 1971 et qualifié pour la « Coupe des clubs champions » la saison suivante
- Club qualifié pour la « Coupe des vainqueurs de coupe » la saison suivante
- Club qualifié pour la « Coupe de l'UEFA » la saison suivante
- Club relégué pour la saison suivante

Abréviations
T : Tenant du titre 1970

C : Vainqueur de la Coupe de Belgique 1970-1971

 : club promu de « Division 2 » depuis la saison précédente

### Meilleur buteur
Erwin Kostedde (R. Standard CL) est sacré meilleur buteur avec 26 goals. Il est le neuvième joueur étranger différent, le deuxième ouest-allemand, à remporter cette récompense.

#### Classement des buteurs
Le tableau ci-dessous reprend les douze meilleurs buteurs du championnat, soit les joueurs ayant inscrit dix buts ou plus durant la saison.
| #  | Pays | Joueur              | Club                    | Buts | Matches joués |
| -- | ---- | ------------------- | ----------------------- | ---- | ------------- |
| 1. |      | Erwin Kostedde      | R. Standard CL          | 26   | 27            |
| 2. |      | Raoul Lambert       | R. FC Brugeois          | 19   | 20            |
| 3. |      | Paul Van Himst      | R. SC Anderlechtois     | 16   | 30            |
| 4. |      | Peter Ressel        | K. Lierse SK            | 15   | 29            |
| 5. |      | Robert Rensenbrink  | R. FC Brugeois          | 14   | 28            |
| 6. |      | Christian Andersen  | Union Saint-Gilloise SR | 12   | 30            |
| =. |      | Johny Thio          | R. FC Brugeois          | 12   | 30            |
| 8. |      | Henri Depireux      | R. Standard CL          | 10   | 30            |
| =. |      | Slaven Zambata      | K. SV Waregem           | 10   | 19            |
| =. |      | Jean Janssens       | SK Beveren-Waas         | 10   | 25            |
| =. |      | Marcel Van Dingenen | K. FC Diest             | 10   | 26            |
| =. |      | Eddy Koens          | K. Sint-Truidense VV    | 10   | 28            |

## Parcours européens des clubs belges

### Parcours du Standard de Liège en Coupe des clubs champions
Le parcours du Standard ne correspond pas aux attentes. Si les Rouches franchissent aisément le premier tour avec deux nets succès contre les Norvégiens de Rosenborg (0-2 et 5-0), la désillusion est grande lors du deuxième tour. Contre le Legia Varsovie, le champion de Belgique remporte le match aller (1-0), mais se fait surprendre en Pologne (2-0) et est éliminé.

### Parcours du R. FC Brugeois en Coupe des vainqueurs de coupe
Le R. FC Brugeois est opposé au premier tour aux Kickers Offenbach. Il s'incline au match aller en Allemagne (2-1) mais renverse ensuite la tendance au match retour et se qualifie grâce à une victoire 2-0. Au deuxième tour, les brugeois disposent des suisses du FC Zurich grâce à une victoire 2-0 au Klokke, qu'une défaite 3-2 au match retour ne remet pas en question. Arrivé en quarts de finale, le club brugeois est opposé à Chelsea. À nouveau, il remporte le match aller à domicile deux buts à zéro mais elle est comblée au retour par les Anglais. Lors de la prolongation, les Brugeois craquent et encaissent deux buts supplémentaires, synonymes d'élimination.

### Parcours en Coupe des villes de foires
Trois clubs belges sont engagés dans ce qui est la dernière édition de la « Coupe des Villes de Foires ».
La Gantoise est éliminée dès les trente-deuxièmes de finale. Après une courte défaite à domicile (0-1), les « Buffalos » sont étrillés (7-1) au Volksparkstadion du Hamburger SV. 
Pour sa première participation européenne, le SK Beveren-Waas élimine au premier tour les autrichiens du Wiener SC en remportant les deux rencontres (0-2 et 3-0). Au tour suivant, le club est opposé aux Espagnols du Valence CF, il crée la surprise en s'imposant 0-1 au match aller à Mestalla. Les Waeslandiens résistent lors du match retour et arrachent un partage un but partout, leur permettant d'atteindre les huitièmes de finale. Ils rencontrent Arsenal, le tenant du trophée, qui ne leur laisse aucune chance et s'impose 4-0 dans son stade d'Highbury. Beveren tiendra le match nul 0-0 au retour pour l'honneur mais est éliminé.
Enfin, le troisième club engagé dans cette compétition est le Sporting Anderlechtois, finaliste de la précédente édition. Le club élimine le Željezničar Sarajevo grâce à deux courts succès obtenus au terme de rencontres riches en buts (3-4 et 5-4). Il n'a ensuite aucune difficulté à franchir le deuxième tour face aux danois de l'Akamemisk BK, remportant les deux rencontres avec une marge plus confortable (1-3 et 4-0). En huitièmes de finale, Anderlecht est opposé aux portugais du Vitória Setúbal. Le club s'impose 2-1 lors de la manche aller puis s'incline sur le même score au retour, donnant lieu à une prolongation, lors de laquelle les portugais inscrivent un troisième but qui les qualifie.

## Récapitulatif de la saison
- Champion : R. Standard CL (6e titre)
- Cinquième équipe à remporter six titres de champion de Belgique
- Cinquième équipe à remporter trois titres consécutifs
- Onzième titre pour la province de Liège.

| Région flamande (8)             | Région flamande (8) | Province de Brabant (5)      | Province de Brabant (5) | Région wallonne (3)    | Région wallonne (3) |
| ------------------------------- | ------------------- | ---------------------------- | ----------------------- | ---------------------- | ------------------- |
| Province d'Anvers               | 3                   | Région de Bruxelles-Capitale | 4                       | Province de Hainaut    | 1                   |
| Province de Flandre-Occidentale | 2                   | Province du Brabant flamand  | 1                       | Province de Liège      | 2                   |
| Province de Flandre-Orientale   | 2                   | Province du Brabant wallon   | 0                       | Province de Luxembourg | 0                   |
| Province de Limbourg            | 1                   |                              |                         | Province de Namur      | 0                   |

1. ↑  Au niveau footballistique, la province de Brabant est toujours unitaire malgré sa partition territoriale en 1995.

### Admission et relégation
À l'issue du championnat 1970-1971, le Standard, vainqueur sur le terrain, perd un match par forfait 5-0 contre l'Antwerp FC car les Liégeois avaient aligné un joueur étranger de trop. Comme l'Antwerp récupère deux points supplémentaires, c'est le Sporting Charleroi qui descend en division 2. 
Le Sporting de Charleroi et La Gantoise sont relégués en « Division 2 ». Ils sont remplacés par le K. Cercle Brugge SV et le K. FC Malinois.

### Changement d'appellation
En fin de saison, l'ARA La Gantoise (matricule 7) change son appellation et devient la Koninklijke Athletische Associatie Gent.

### Bilan de la saison
| Championnat de Belgique de football 1970-1971 |                                        |
| Champion                                      | R. Standard CL (6e titre)              |
| Dauphin                                       | R. FC Brugeois                         |
| Coupes et trophées                            |                                        |
| Vainqueur de la Coupe de Belgique 1970-1971   | K. Beerschot VAV                       |
| Qualifications continentales                  |                                        |
| Coupe des clubs champions européens 1971-1972 | R. Standard CL (Seizièmes de finale)   |
| Coupe des vainqueurs de coupe 1971-1972       | K. Beerschot VAV (Seizièmes de finale) |
| Coupe UEFA 1971-1972                          | R. FC Brugeois (Premier tour)          |
| Coupe UEFA 1971-1972                          | R. SC Anderlechtois (Premier tour)     |
| Coupe UEFA 1971-1972                          | K. Lierse SK (Premier tour)            |
| Promotions et relégations                     |                                        |
| Promus en Division 1                          | K. Cercle Brugge SV                    |
| Promus en Division 1                          | KV Mechelen                            |
| Relégués en Division 2                        | R. Charleroi SC                        |
| Relégués en Division 2                        | ARA La Gantoise                        |